# Bundesstraße 72
Pour les articles homonymes, voir B72 et Route 72.
La Bundesstraße 72 (abrégé en B 72) est une Bundesstraße reliant Norden à Emstek.

## Localités traversées
- Norden
- Moordorf
- Aurich
- Hesel
- Friesoythe
- Cloppenburg
- Emstek